# Robbie McIntosh
 (septembre 2012).
Si vous disposez d'ouvrages ou d'articles de référence ou si vous connaissez des sites web de qualité traitant du thème abordé ici, merci de compléter l'article en donnant les références utiles à sa vérifiabilité et en les liant à la section « Notes et références ».
Robbie McIntosh (né le 25 octobre 1957 à Sutton dans le Grand Londres) est un guitariste anglais.

## Biographie
McIntosh est bien connu comme guitariste de session et membre des Pretenders à partir de 1982 jusqu'en 1987. En 1988, il commence à travailler avec Paul McCartney et se joint à son groupe à plein temps jusqu'au début de 1994. Il continue à faire un travail de session avec John Mayer et avec son propre groupe, The Band Robbie McIntosh.
Il a commencé à jouer de la guitare à l'âge de dix ans. Il avait deux sœurs plus âgées, et leurs collections de disques sont devenues ses premières influences : The Beatles, The Rolling Stones, Kinks, Spencer Davis Group, Jimi Hendrix, etc.
À 13 ans, il a commencé à prendre des leçons de guitare classique avec un enseignant appelé Michael Lewin. Son premier groupe s'appelait 70% Proof. Ils ont joué des documents originaux et couvertures de Humble Pie, The Who, Free et Stevie Wonder, entre autres. « Les autres gars dans la bande (Paul Eager, Russell Ayles et Graham Mincher) avaient tous quitté l'école, nous avons donc utilisé la décharge locale pour répéter le dimanche après-midi. Nous étions assez bon, vraiment »[réf. nécessaire].
Chris Thompson et IslandsNight s'étant divisés dans le courant de 1980, Thompson et McIntosh sont restés ensemble pour former Chris Thompson and the Islands avec Malcolm Foster, Paul "Wix" Wickens (qui rejoindra McIntosh dans la bande de Paul McCartney en 1989) et Mick Clews. McIntosh a quitté le groupe à la fin de 1981.
McIntosh se lie d'amitié avec James Honeyman-Scott. Cette amitié conduit Honeyman-Scott à contacter McIntosh en 1982 en vue de rejoindre The Pretenders en tant que membre supplémentaire pour aider à améliorer le son live du groupe. Honeyman-Scott est décédé en juin 1982 et McIntosh a été auditionné et a rejoint The Pretenders en septembre 1982. Il quitte le groupe en 1987.
En 1988 McIntosh a repris le travail en studio, et participe à des séances avec Paul McCartney. Ce dernier préparait la constitution d'un groupe pour son World Tour 1989-1990, et avec l'accord de Chrissie Hynde, McIntosh a été choisi comme lead guitariste dans la nouvelle bande de Paul McCartney. Il apparaît sur tous les albums de McCartney de 1989 à 1993, et peut également être vu dans les films des concerts Get Back et Paul is live.
Il retourne ensuite à faire des séances jusqu'en 1998 et commence à réaliser un rêve en mettant sur pied son propre groupe. « J'ai décidé de prendre certains de mes joueurs préférés pour un groupe auquel je pensais donner un son particulier à mes chansons ; alors j'ai recruté Paul Beavis, Pino Palladino, Mark Feltham et Melvin Duffy et The Robbie McIntosh Band est né. Nous avons fait quelques concerts et enregistré Emotional Bends, le premier album » [réf. nécessaire].
Avant cela, sur l'insistance de son ami Douglas Adams, McIntosh avait enregistré toutes ses pièces instrumentales. « Ce fut une collection de compositions et arrangements que je viens de jouer pour le plaisir à la maison pour m'amuser. Douglas a insisté pour que je les enregistre. Cette collection est devenue l'album Unsung, qui devait être mon deuxième album, même si elle a été enregistrée avant Emotional Bends ».
Le Robbie McIntosh Band a sorti son deuxième album, Wide Screen, en juin 2001. « Nous avons fait un tas de concerts après la sortie de Wide Screen, mais en raison d'une certaine quantité de bouleversements l'activité de la bande fait long feu. « Mark joue toujours avec Nine Below Zero avec qui je vais jouer de temps en temps. Melvin joue avec Los Pacaminos ainsi que Robbie Williams, et je le fais toujours des sessions et des concerts avec Paul et Pino donc je vois encore beaucoup les gars » [réf. nécessaire].
McIntosh a travaillé en session de guitare de nombreux artistes tout au long de sa carrière, y compris : Aynsley Lister, Kevin Ayers, Boyzone, Cher, Diane Tell, Eric Bibb, George Martin, Gordon Haskell, Heather Small, Chuck Berry, Joe Cocker, John Mayer, Kirsty McColl, Luz Casal, Mike + The Mechanics, Nine Below Zero, Paul Carrack, Paul Young, Mark Knopfler, Roger Daltrey, Russell Watson, Mark Hollis, Talk Talk, Tasmin Archer, Tears for Fears, Eros Ramazzotti, Thea Gilmore, Tina Arena, Tori Amos, Vin Garbutt, et Norah Jones.
McIntosh a tourné avec John Mayer 2006-2010, jouant de la guitare, du dobro, et de la mandoline.